# Ferrari FXX
Der FXX ist ein seriennaher Rennwagen, der 2005 und 2006 vom italienischen Sportwagenhersteller Ferrari in einer Kleinserie gebaut wurde. Er basiert auf dem Ferrari Enzo Ferrari, der werksintern F140 hieß.

## Überblick

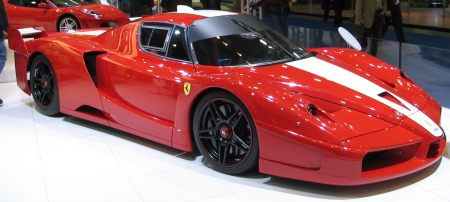
Ferrari FXX

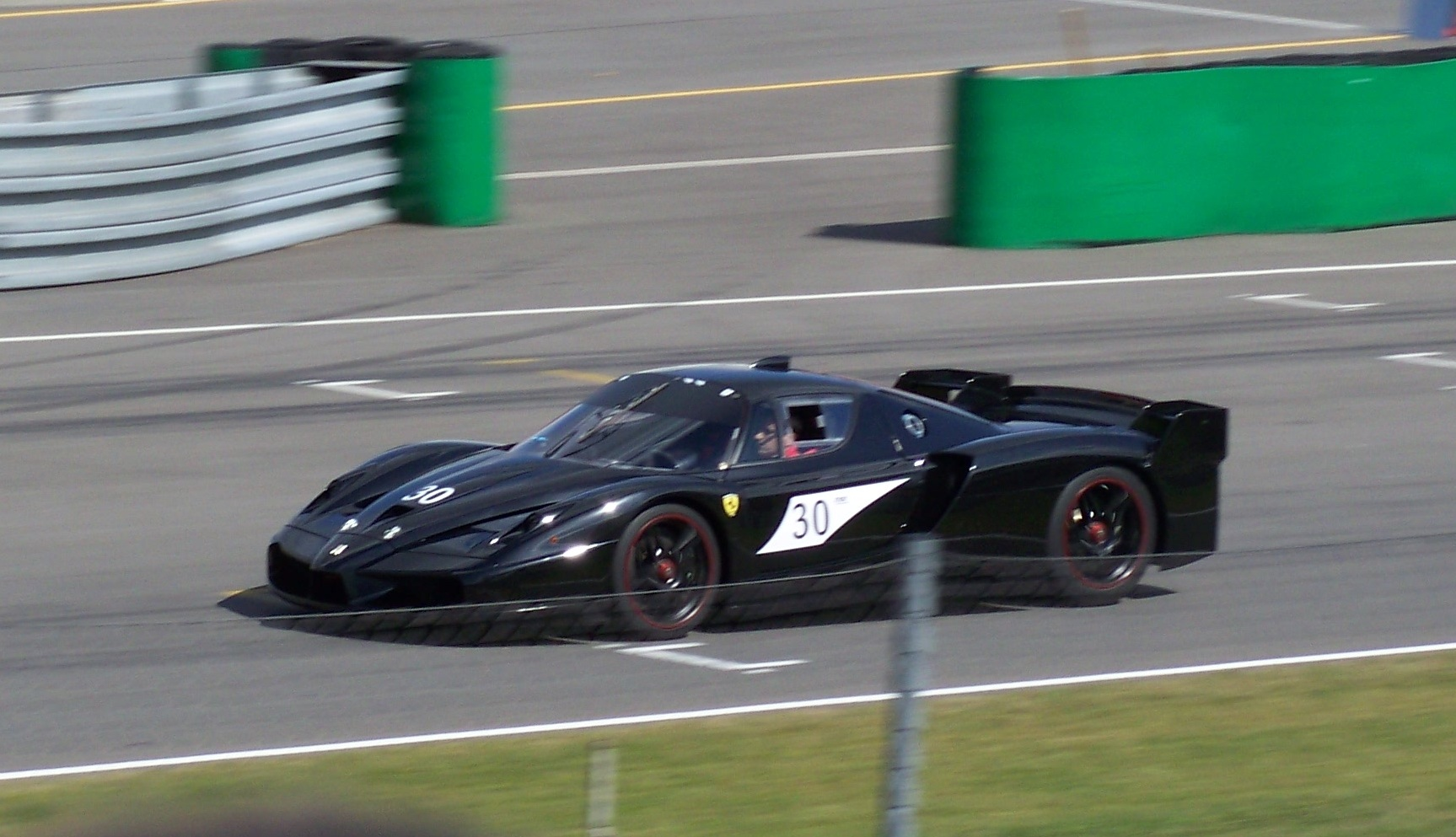
Ferrari FXX (ehemaliger Besitzer: Michael Schumacher)

Der Ferrari FXX wurde mit Hilfe der beiden damaligen Ferrari-Formel-1-Piloten Michael Schumacher und Rubens Barrichello entwickelt. Das Besondere an dem Modell ist jedoch, dass auch Amateur-Testfahrer an der Entwicklung maßgeblich beteiligt waren. Der Reifenhersteller Bridgestone entwickelte extra für dieses Auto 19-Zoll-Slicks. Die großzügig dimensionierte Bremsanlage mit Keramikbremsscheiben besitzt ein spezielles Kühlungssystem. Der FXX ist ein Einsitzer, jedoch baute Ferrari auf Wunsch einen Beifahrersitz ein.
Im Gegensatz zum Basisfahrzeug (Ferrari Enzo) war der FXX nie für den öffentlichen Straßenverkehr zugelassen. Er wurde in einer limitierten Auflage von 30 Exemplaren hergestellt, kostete 1,5 Millionen Euro und wurde nur ausgewählten Kunden angeboten. Der FXX-Prototyp wurde für Jean Todt in Sichtcarbon umgebaut. Das 30. und offiziell letzte Exemplar war zunächst im Besitz von Michael Schumacher, wurde aber im Jahr 2013 für 2,4 Millionen Euro verkauft. Schumacher hatte einen von nur zwei schwarz-lackierten FXX erhalten, allerdings hatte sein Fahrzeug keinen weißen Längsstreifen. Außerdem gab es einen gelben, einen blauen, einen weißen, einen silberblauen und einen silbernen FXX; alle anderen Fahrzeuge trugen die italienische Standard-Rennfarbe Rosso Corsa, wobei ein Wagen mit orange-roter und ein anderer Wagen mit weißer Folie beklebt wurde.
Jedem Besitzer eines Ferrari FXX stand es frei, an einer Renn- bzw. Testserie teilzunehmen, dem „FXX Programme“. Die Veranstaltungen fanden 2006 in Homestead, Fuji, Mont-Tremblant, Spa-Francorchamps, am Nürburgring und in Monza statt. Diese Veranstaltungen gaben den Besitzern die Möglichkeit, ihre Ferrari FXX auf der Rennstrecke zu bewegen.

## Technische Daten
| Daten                          | Ferrari FXX                         |
| ------------------------------ | ----------------------------------- |
| Motorbauart:                   | 65°-12-Zylinder-V-Mittelmotor       |
| Hubraum:                       | 6262 cm³                            |
| Leistung (kW (PS) bei 1/min):  | 588 (800) bei 8500                  |
| Literleistung (kW (PS))        | 93,89 (126,33)                      |
| Drehmoment (Nm bei 1/min):     | 686 bei 5750                        |
| Trockengewicht (kg):           | 1155                                |
| Radstand (mm):                 | 2650                                |
| Spur vorne/hinten (mm):        | 1660/1650                           |
| Kraftübertragung:              | Heck                                |
| Getriebe:                      | 6-Gang sequentiell mit Schaltwippen |
| Beschleunigung 0–100 km/h (s): | 2,9                                 |
| Höchstgeschwindigkeit (km/h):  | 345                                 |
| Tankinhalt (l):                | 112                                 |
| Kraftstoffart:                 | Super Bleifrei                      |
| Grundpreis (Stand 2005):       | 1.500.000,– €                       |

## FXX Evolution

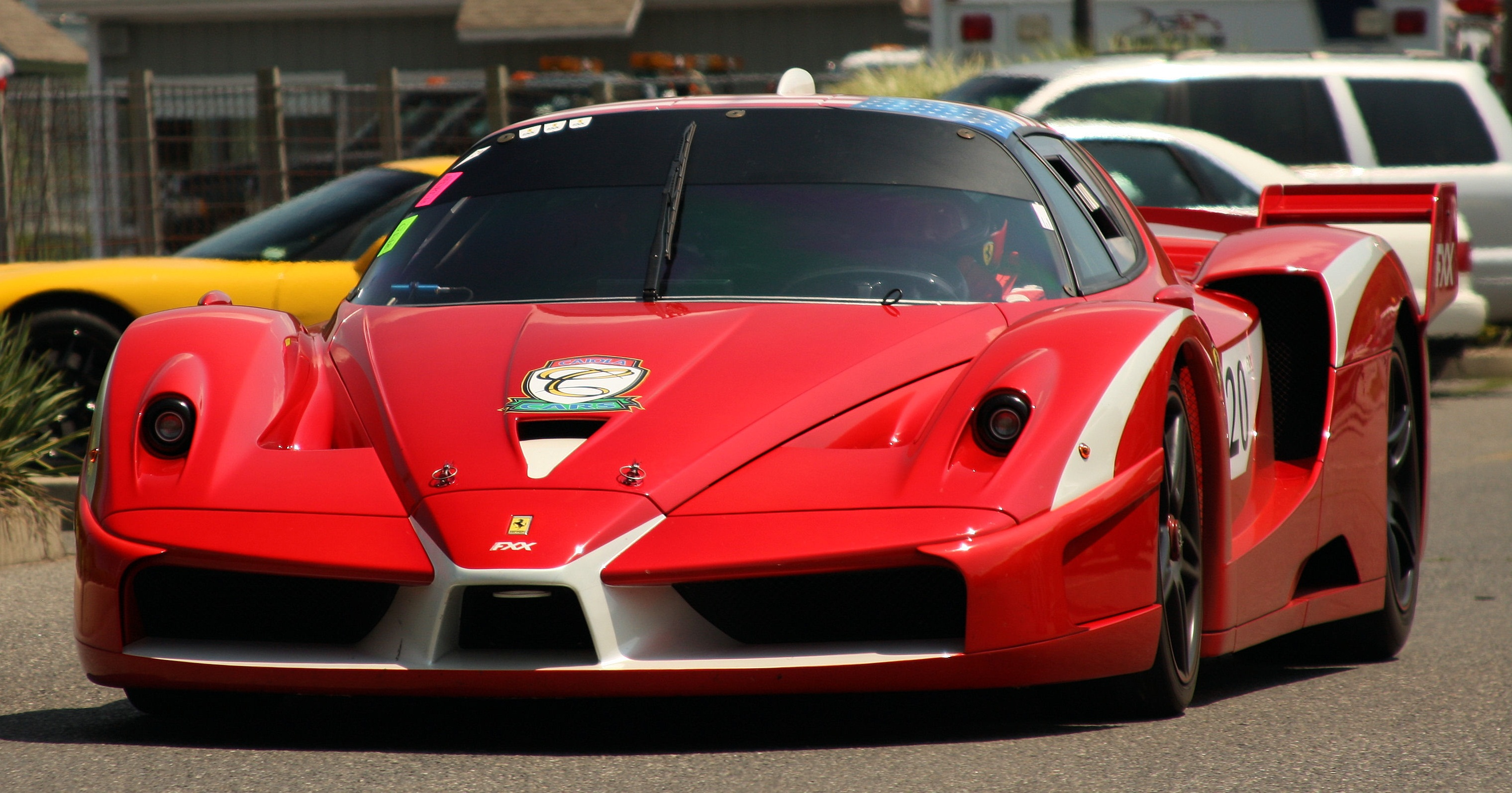
Ferrari FXX Evolution

Im Oktober 2007 stellte Ferrari ein Paket mit technischen Verbesserungen vor, das Evolution Package. Es enthielt unter anderem ein Motor-Update mit einer Leistungssteigerung auf 632 kW (860 PS), zudem wurde die Maximaldrehzahl um 1000/min erhöht. Auch ein neues Getriebe mit einer Schaltzeit von 60 statt 80 ms war enthalten.
Die abschaltbare Traktionskontrolle (mit neun Programmen) wurde an das neue Drehzahlniveau angepasst, dazu gab es neue, verschleißärmere Bremsen und ein reifenschonenderes Fahrwerk. Die Aerodynamik wurde überarbeitet: es gab neue Spoiler und einen geänderten Diffusor. Darüber hinaus wurde die Lackierung an den Kotflügeln hinten geändert, außerdem gab es keine Mittelstreifen mehr. Gemäß einer Pressemitteilung von Ferrari konnte die Rundenzeit auf der Hausstrecke in Fiorano durch die technischen Verbesserungen von 1 Min. 18 Sek. auf 1 Min. 16 Sek. gesenkt werden.